# 平江暴动
平江暴动，是由中国共产党平江县委发动和领导的向国民党地方政权进攻的一系列农民暴动，始于1927年秋。
1927年8月，罗纳川返回平江。1927年9月18日，中共平江县委在东乡的献冲和南乡的思村组织暴动。策划与9月20日举行攻城暴动。9月20日攻城暴动失败。1928年2月正式成立中国工农革命军平（江）湘（阴）岳（阳）游击纵队司令部。3月中共平江县委决定第二次武装攻城。第二次攻城失败后，1928年7月22日滕代远、彭德怀领导国民革命军独立第五师之一团暴动，占领平江县城，成立工农红军第五军，称平江起义。